# Svetlana Babushkina
Svetlana Babushkina (née le 15 février 1992) est une lutteuse russe.

## Palmarès

### Championnats d'Europe
- Médaille de bronze  en catégorie des moins de 67 kg en 2013 à Tbilissi